# ألفرد دبليو. هيلز
ألفرد دبليو. هيلز (بالإنجليزية: Alfred W. Hales)‏ هو رياضياتي أمريكي، ولد في 30 نوفمبر 1938 في باسادينا في الولايات المتحدة.